# Одуденко Владлен Володимирович
Владлен (Влад) Володимирович Одуденко (нар. 16 січня 1975, Київ, УРСР) — український художник-постановник театру і кіно. Член Європейської Кіноакадемії, Національної спілки художників України, член Української Кіноакадемії.
Лауреат Національної премії України імені Тараса Шевченка 2021 року за фільм «Атлантида».

## Біографія
Народився 16 січня 1975 року у Києві. У 1991—1994 роках навчався в Художній школі імені Тараса Шевченка.
У 2000 році закінчив Національну академію образотворчого мистецтва і архітектури (театрально-декораційне відділення живописного факультету; педагоги — Д. Д. Лідер, А. А. Бурлін, О. В. Бобровніков).
З 2003 року — член Національної спілки художників України.
У 2009 році за рекомендацією Міжнародної конфедерації спілок художників, стажувався в Cite internationale Des arts (Городок мистецтв, Франція, Париж).
2010 року — номінований на премію «Телетріумф» — художник-постановник телевізійного фільму / серіалу, за фільм «Паршиві вівці».
З 2016 року — член Європейської Кіноакадемії.
З 2017 року — член Української Кіноакадемії.
У 2017 увійшов у «шорт-лист» на здобуття Національної премії імені Тараса Шевченка за фільм «Брати. Остання сповідь» (твори допущені до 3-го конкурсного туру).
2018 року номінований на премію «Телетріумф» — художник постановник телевізійного фільму / серіалу, за фільм «Тато Ден».
2018 року номінований на національну кінопремію «Золота дзиґа» Української кіноакадемії як найкращий художник-постановник («Рівень чорного»).
У 2019 році став лауреатом кінопремії «Золота дзиґа» як найкращий художник-постановник за фільм «Дике поле».
У 2020 році став лауреатом кінопремії «Золота дзиґа» як найкращий художник-постановник за фільм «Захар Беркут».
У 2020-му номінований на національну кінопремію «Золота дзиґа» як найкращий художник-постановник за фільм «Додому».
У 2021 році став лауреатом кінопремії «Золота дзиґа» як найкращий художник-постановник за фільм «Атлантида».
З 2021 року — член Національної спілки кінематографістів України.

## Творчість

### Фільмографія[7]
| Рік  | Назва (українською)                         |
| ---- | ------------------------------------------- |
| 2010 | «Мітла і флейта»                            |
| 2010 | «Паршиві вівці»                             |
| 2011 | «Чудеса в кепці»                            |
| 2011 | «Закохані у Київ» (сегмент «Собачий вальс») |
| 2013 | «Креденс»                                   |
| 2013 | «Звичайна справа»                           |
| 2014 | «Поводир»                                   |
| 2014 | «Давай не сьогодні»                         |
| 2014 | «Самотній за контрактом»                    |
| 2014 | «Плем'я»                                    |
| 2015 | «Брати. Остання сповідь»                    |
| 2017 | «Сторожова застава»                         |
| 2017 | «Рівень чорного»                            |
| 2018 | «Дике поле»                                 |
| 2019 | «Крути 1918»                                |
| 2019 | «Атлантида»                                 |
| 2019 | «Захар Беркут»                              |
| 2019 | «Додому»                                    |
| 2020 | «Екс»                                       |
| 2020 | «Ми є. Ми поруч»                            |
| 2021 | «Щедрик»                                    |
| 2021 | «Відблиск»                                  |
| 2022 | «Люксембург, Люксембург»                    |
| 2023 | «Буча»                                      |

### Вибрані телефільми[7]
| Рік  | Назва (укр.)      |
| ---- | ----------------- |
| 2005 | «На мості»        |
| 2007 | «Петля Нестерова» |
| 2008 | «Хімія почуттів»  |
| 2009 | «Відлига»         |
| 2017 | «Тато Ден»        |

### Театральні роботи
| Рік  | Назва (укр.)           | Місце вистави                                                                       |
| ---- | ---------------------- | ----------------------------------------------------------------------------------- |
| 2003 | «Екватор»              | Київський національний академічний театр оперети                                    |
| 2004 | «Асоль»                | Україна — Австрія                                                                   |
| 2006 | «Той, хто з неба впав» | Національний академічний драматичний театр імені Івана Франка                       |
| 2007 | «ПА»                   | Freedom Hall, Київ                                                                  |
| 2007 | «За двома зайцями»     | Севастопольський академічний російський драматичний театр імені А. В. Луначарського |
| 2021 | «Дім»                  | Київський академічний театр драми і комедії на лівому березі Дніпра                 |